# Каплун Віктор Григорович
Каплу́н Ві́ктор Григо́рович (нар. 5 травня 1958, м. Запоріжжя) — колишній радянський футболіст, що виступав на позиції захисника. Відомий виступами за харківський «Металіст», «Динамо» (Київ) та збірну СРСР. Майстер спорту міжнародного класу (1980). За національністю — єврей.

## Життєпис
Віктор Каплун народився у Запоріжжі, проте є випускником харківського спортінтернату, де його першим тренером був Микола Кольцов. У 18-річному віці Каплун вперше вийшов у основному складі «Металіста», який виступав на той час у другій лізі чемпіонату СРСР. Досить швидко молодий захисник став стабільним гравцем основи та привернув до себе увагу головної команди Республіки — київського «Динамо». Безсумнівно, цьому посприяла перемога на чемпіонаті Європи серед юніорів радянської збірної, у складі якої виступав і Каплун.
Закріпитися у київському клубі на той час було вкрай складно. Конкурувати доводилося з такими гравцями, як Безсонов, Балтача, Лозинський, Дем'яненко та інші. Однак Віктор Каплун доволі часто з'являвся на полі у сезоні 1979 року, а наступного сезону взагалі став одним з провідних гравців команди, яка після торішньої «бронзи» нарешті завоювала «золото». 1980 рік взагалі став найуспішнішим у кар'єрі футболіста — до золотих нагород чемпіонату він додав перемогу у складі збірної на Чемпіонаті Європи серед молодіжних команд та дебют у національній збірній СРСР. Це сталося 4 грудня 1980 року у виїзному матчі проти збірної Аргентини (1:1).
14 травня 1981 року, після засідання президії Федерації футболу СРСР за підсумками «дивного» матчу між «Динамо» (Київ) та ЦСКА, що відбувся 5 травня та транслювався на усю країну, Віктора Каплуна було відраховано з команди з формулюванням «за порушення спортивного режиму».
Наступний сезон опальний захисник розпочав у рідному «Металісті», що на той час виступав вже у вищій лізі радянського чемпіонату. У 1983 році разом з командою Каплун дійшов до фіналу Кубка СРСР, де харків'яни поступилися ще одному представнику України — донецькому «Шахтарю». Того ж року Віктор провів єдиний матч у складі олімпійської збірної країни — 26 травня він з'явився на полі у перемжному для СРСР матчу з греками (3:0).
Після завершення активних виступів Каплун знайшов своє покликання у футбольному арбітражі. Тривалий час був інспектором матчів чемпіонату другої ліги та Кубка України з футболу.
2011 року на честь сторіччя київського футболу Віктора Каплуна було нагороджено найвищою нагородою Федерації футболу міста Києва — орденом «За заслуги».

## Досягнення
Командні трофеї
 Молодіжна збірна СРСР
- Чемпіон світу (U-20) (1): 1977
- Чемпіон Європи серед молоді (1): 1980

 Динамо (Київ)
- Чемпіон СРСР (2): 1980, 1981
- Бронзовий призер чемпіонату СРСР (1): 1979

 Металіст (Харків)
- Фіналіст Кубка СРСР (1): 1983

Особисті здобутки
- Майстер спорту міжнародного класу (1980)
- У списках «33 найкращих футболістів СРСР» (2): № 2 (1978, 1980)